# Hegemone (maan)
Hegemone, of Jupiter XXXIX is een natuurlijke satelliet van Jupiter. De maan is ontdekt in 2003 door een groep astronomen van de Universiteit van Hawaï en kreeg eerst de naam S/2003 J 8.